# Klášterec nad Ohří
Klášterec nad Ohří − miasto w Czechach, w kraju usteckim. Według danych z 31 grudnia 2003 powierzchnia miasta wynosiła 5 382 ha, a liczba jego mieszkańców 15 695 osób.

## Demografia
| Rok             | 1970  | 1980   | 1991   | 2001   | 2003   |
| --------------- | ----- | ------ | ------ | ------ | ------ |
| Liczba ludności | 9 173 | 13 255 | 16 213 | 15 757 | 15 695 |

Źródło: Czeski Urząd Statystyczny